# Dennis Östlundh
Dennis Carl Börje Östlund, född 30 augusti 1977 i Husby-Ärlinghundra församling, är en svensk före detta fotbollsspelare som spelade som mittfältare.
Östlundh har varit med och hjälp tre klubbar upp till Allsvenskan; GIF Sundsvall 1999, Assyriska FF 2004 och AIK 2005.

## Karriär
Östlundhs moderklubb är Väsby IK. Han gick 1992 till AIK. Östlundh gjorde sin debut i Allsvenskan för AIK den 5 juni 1996 i en 1–0-hemmaseger över Djurgårdens IF, där han blev inbytt i den 66:e minuten mot Alexander Östlund. Han spelade dock sin första tävlingsmatch för AIK redan i januari 1996, en gruppspelsmatch i Svenska cupen mot Älvsjö AIK i Växjö. AIK vann matchen med 4–0 och Östlundh spelade första halvlek som yttermittfältare innan han blev utbytt mot Alexander Östlund i halvlek. Han gjorde ytterligare två inhopp kort därefter, i 1-0-vinsterna mot IFK Göteborg och IFK Norrköping innan det var färdigspelat i AIK-tröjan.
Östlundh hamnade efter ett år med AIK:s A-lag i GIF Sundsvall. Han blev lagets skyttekung under sitt första år med åtta mål, samma sak året därpå men då blev det tio gjorda mål. Säsongen 1999 gjorde han tolv mål, denna gången vann han i och för sig inte den interna skytteligan men fick vara med om att ta "Giffarna" upp till Allsvenskan. Han började säsongen 2000 som mittfältare men flyttades efter vårsäsongen upp i anfallet. Säsongen slutade med sju mål på 24 matcher för Östlundh vilket gjorde honom till lagets näst bästa målskytt. Året efter blev det 23 matcher, dock var de flesta som avbytare. Han drabbades 2002 av skadebekymmer och fick nöja sig med 15 framträdanden varav nio från start. 
Inför säsongen 2003 gick Östlundh till Assyriska FF. Han blev under sitt första år där, näst bäste målskytt och klubben spelade cupfinal mot Elfsborg. 2004 var han med om att föra upp klubben i Allsvenskan. Han återvände 2005 till AIK där han fick spelade både som mittfältare och som anfallare. Han blev lagets skyttekung med åtta mål i Superettan 2005. Östlundh var tillsammans med Daniel Örlund, Nicklas Carlsson och Daniel Tjernström de som spelade flest matcher den säsongen; han var med i alla matcher utom en då han var avstängd. Säsongen 2006 gick inte speciellt bra för Östlundh, han gjorde endast två inhopp innan han skadade korsbandet i höger knä och säsongen var över.
I slutet av mars 2007 blev han klar för Assyriska FF igen. I juli 2010 gick Östlundh till Jönköpings Södra IF, där han spelade till och med 2012 då han avslutade karriären.

### Webbkällor
- Dennis Östlundh på Svenska Fotbollförbundets webbplats
- ”Dennis Östlundh - Längsta Allsvenska uppehållet av alla”. 500aikare. aik.se. Arkiverad från originalet den 22 februari 2014. https://web.archive.org/web/20140222215835/http://www.aik.se/fotboll/aikindex.html?%2Ffotboll%2Fhistorik%2F500aikare%2Fdennostl.html. Läst 14 februari 2014.